# Kleiner Hamburger Künstlerring
Der Kleine Hamburger Künstlerring war eine politisch links stehende lose Vereinigung Hamburger bildender Künstlerinnen und Künstler, die sich zum Ziel setzte, den Faschismus politisch aufzuarbeiten. Er wurde 1949 insbesondere auf Initiative von Adolf Wriggers gegründet. Mitglieder waren u. a. Willy Colberg, Fritz Düsing (1896–1965), Albert Feser, Volker Detlef Heydorn, Walther Reinke (1987–1954), Ilse Tesdorpf-Edens, Willi Voss und Felix Walner (1906–1981). Die Mitglieder der Vereinigung sahen sich in ihrer Aufgabe in Übereinstimmung mit der offiziellen Politik der DDR. Sie unterhielten Kontakt zum Verband Bildender Künstler der DDR bzw. dessen Vorgängern und erhielten in der DDR Arbeits- und Ausstellungsmöglichkeiten, u. a. 1953 auf der Dritten Deutschen Kunstausstellung in Dresden. 
Seine erste Ausstellung hatte der Ring 1949 im Hamburger Rauhen Haus.
Es wurden keine Informationen gefunden, bis wann die Vereinigung existierte.

## Weitere Ausstellungen (unvollständig)
- 1954: Weißenfels, Haus der Freundschaft[2]
- 1954: Lutherstadt Wittenberg[3]
- 1970: Hamburg, Kunsthaus Hamburg